# Calaum Jahraldo-Martin
Calaum Jahraldo-Martin, né le 27 avril 1993 à Hemel Hempstead en Angleterre, est un footballeur international antiguayen, possédant également la nationalité anglaise. Il évolue au poste d'ailier.

## Carrière

### En club
Calaum Jahraldo-Martin signe en mars 2013 son premier contrat professionnel avec le Hull City AFC.
Il est ensuite successivement prêté au Tranmere Rovers, au Alloa Athletic et au Leyton Orient FC.
Le 1er août 2017, il rejoint Newport County.

### En sélection
Il débute avec l'équipe d'Antigua-et-Barbuda à l'occasion des éliminatoires de la Coupe caribéenne des nations 2014.

## Statistiques
| Saison                | Club                    | Championnat           | Championnat | Championnat | Coupe(s) nationale(s) | Coupe(s) nationale(s) | Antigua-et-Barbuda | Antigua-et-Barbuda | Total | Total |
| Saison                | Club                    | Division              | M.          | B.          | M.                    | B.                    | M.                 | B.                 | M.    | B.    |
| 2013-2014             | Hull City AFC           | Premier League        | 0           | 0           | 2                     | 0                     | -                  | -                  | 2     | 0     |
| 2014-2015             | Hull City AFC           | Premier League        | 0           | 0           | 0                     | 0                     | 11                 | 1                  | 11    | 1     |
| 2014-2015             | Tranmere Rovers (prêt)  | League Two            | 2           | 0           | 2                     | 0                     | -                  | -                  | 4     | 0     |
| 2014-2015             | Alloa Athletic (prêt)   | Championship          | 2           | 0           | 0                     | 0                     | -                  | -                  | 2     | 0     |
| 2015-2016             | Hull City AFC           | Championship          | 1           | 0           | 1                     | 0                     | 2                  | 0                  | 4     | 0     |
| 2015-2016             | Leyton Orient FC (prêt) | League Two            | 15          | 1           | 0                     | 0                     | 3                  | 2                  | 18    | 3     |
| Total sur la carrière | Total sur la carrière   | Total sur la carrière | 20          | 1           | 5                     | 0                     | 16                 | 3                  | 41    | 4     |